# Municipio de Cedar Mills
El municipio de Cedar Mills (en inglés, Cedar Mills Township) es un municipio del condado de Meeker, Minnesota, Estados Unidos. Tiene una población estimada, a mediados de 2022, de 427 habitantes.
Abarca una zona exclusivamente rural.

## Geografía
Está ubicado en las coordenadas 44°55′46″N 94°34′22″O / 44.92944, -94.57278. Según la Oficina del Censo de los Estados Unidos, tiene una superficie total de 101.3 km², de la cual 100.1 km² corresponden a tierra firme y 1.2 km² están cubiertos de agua.

## Demografía
Según el censo de 2020, en ese momento había 420 personas residiendo en la zona. La densidad de población era de 4.2 hab./km². El 97.14 % de los habitantes eran blancos, el 0.24 % era asiático y el 2.62% eran de una mezcla de razas. Del total de la población, el 1.43 % eran hispanos o latinos de cualquier raza.